# Molophilus exsertus
Molophilus exsertus är en tvåvingeart som beskrevs av Alexander 1927. Molophilus exsertus ingår i släktet Molophilus och familjen småharkrankar. Inga underarter finns listade i Catalogue of Life.